# Pegognaga
Pegognaga (lombardul: Pegügnàga) település Olaszországban, Lombardia régióban, Mantova megyében. Lakosainak száma 6858 fő (2023. január 1.). Pegognaga Moglia, San Benedetto Po, Suzzara, Gonzaga és Motteggiana községekkel határos.

## Népesség
A település lakossága az elmúlt években az alábbi módon változott:
| Lakosok száma | 7069 | 7046 | 6858 |
|               | 2017 | 2018 | 2023 |